# 1839 aux échecs
| Années des échecs : 1836 - 1837 - 1838 - 1839 - 1840 - 1841 - 1842    |
| Décennies des échecs : 1800 - 1810 - 1820 - 1830 - 1840 - 1850 - 1860 |

Cet article présente les faits marquants de l'année 1839 aux échecs.

## Événements majeurs
- Le Palamède, premier magazine d’échecs, arrête de paraitre[1].
- Le New York Chess Club, club d’échecs de New York, est fondé par James Thompson (en) (1804-1870)[1].
- József Szén crée le premier club d’échecs de Budapest[1].

## Divers
- Lionel Kieseritsky remporte un match-marathon de 100 parties face à Eugène Rousseau, au Café de la Régence, à Paris[1].